# Labrodon africanus
Espèce
Labrodon africanus est une espèce éteinte de poissons de la famille des Labridae.

## Publication originale
- (it) Igino Cocchi (d), Monografia dei Pharyngodopilidae, nuova famiglia di pesci labroidi. Studi paleontologici, 1864, 88 p..